# 霊璧県
霊璧県（れいへき-けん）は中華人民共和国安徽省宿州市に位置する県。

## 行政区画
- 鎮:霊城鎮、韋集鎮、黄湾鎮、婁荘鎮、楊疃鎮、澮溝鎮、尹集鎮、游集鎮、下楼鎮、朝陽鎮、漁溝鎮、高楼鎮、馮廟鎮、禅堂鎮、虞姫鎮、向陽鎮、大廟鎮、朱集鎮、大路鎮